# Herrenhaus Seiffersdorf

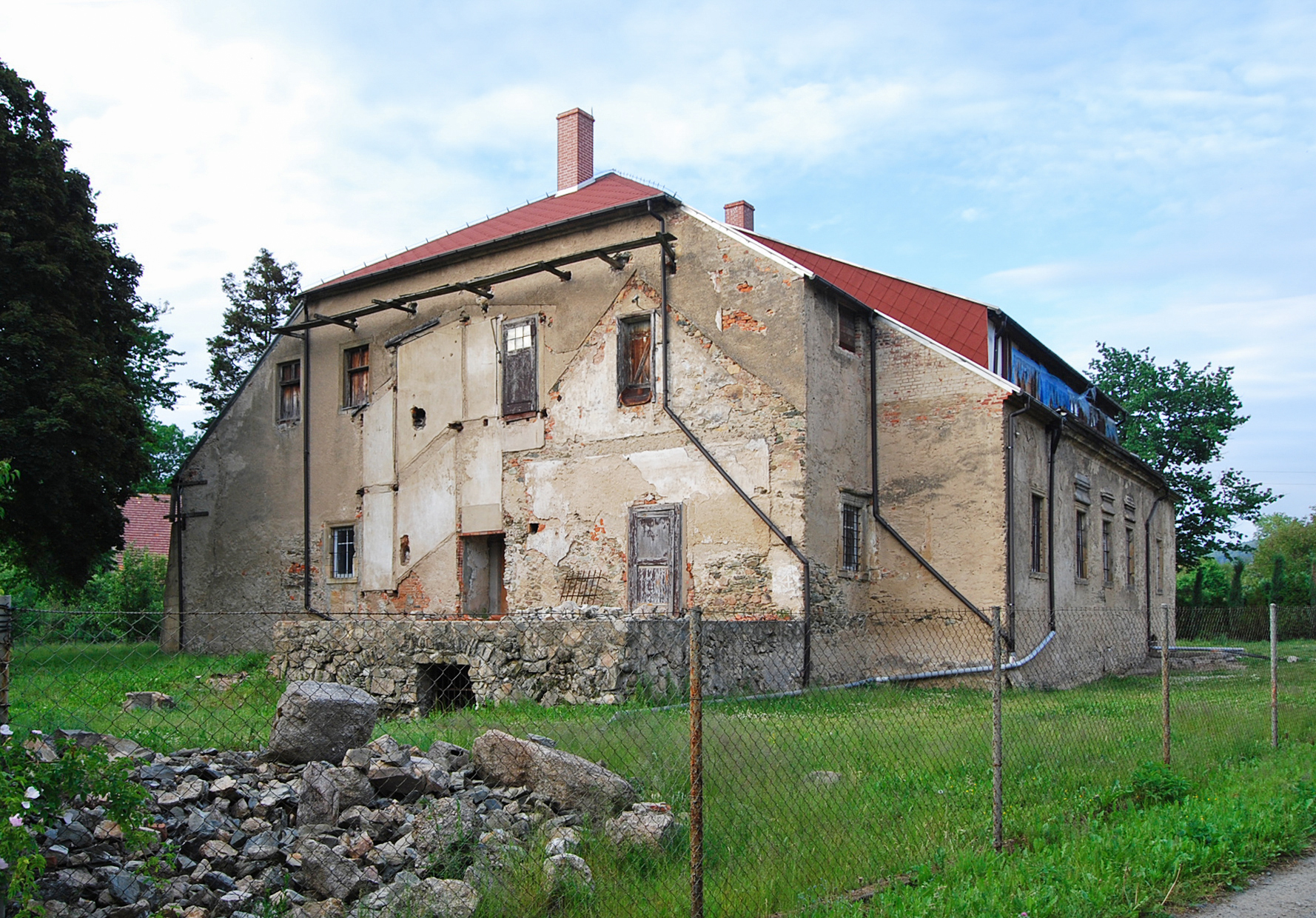
Herrenhaus Seiffersdorff

Das Herrenhaus Seiffersdorf (polnisch Dwór w Radomierzu) in Radomierz (deutsch Seiffersdorf) in der Landgemeinde Janowice Wielkie gehört zum Powiat Karkonoski der Woiwodschaft Niederschlesien in Polen. 

## Geschichte
Seiffersdorf gehörte ursprünglich zum Falkenberger Burglehen. 1372 ist ein „Clericus“ Bolcze als Besitzer urkundlich belegt. 1606 erwarb Anton von Schaffgotsch den Besitz. Spätestens damals entstand ein Festes Haus mit Wassergraben und Dominium. Aus dieser Zeit stammen Reste von Sgraffitodekorationen, profilierte Fenstergewände, Wappentafeln der Schaffgotsch und der Zedlitz über dem Hauptportal und Tonnengewölbe mit zugespitzten Gewölbegraten. 1615 wurde Bernhard von Schaffgotsch von einem Diener ermordet, Sohn Wolf Bernhard verstarb 1632. 1644 wurde das Herrenhaus in den Wirren des Dreißigjährigen Kriegs zerstört, aber bis 1648 wiederaufgebaut. 1664 wurden die Tschirnhaus Besitzer; 1701 folgte Karl Christoph von Zedlitz auf Schildau und 1708 der geadelte Kaufmann Elias von Beuchel. Dessen Sohn ließ den Bau barockisieren. Eine Ansicht von Johann Martin Berningeroth zeigt das Schloss mit siebenjochiger Traufseite, schmälerer Giebelseite und geschweiftem Frontispiz, mit hohem Turm mit Welscher Haube und Bogenbrücke über den Wassergraben. 1773 wurde Friederike Theodore von Buchs Besitzerin. Durch Eheschließung gelangte der Besitz an die Uechtritz. Nach einem Brand 1790 wurde der Bau auf die heutige Größe reduziert, doch aufwendige Fensterrahmungen und der Turmsockel zeugen vom barocken Glanz. 1917 wurde hier das von Diakonissen geführte Kinderheim Gotteshuld eingerichtet. Nach dem Übergang Schlesiens an Polen 1945 infolge des Zweiten Weltkriegs wurden Repatrianten angesiedelt. Nach der Politischen Wende in Polen 1989 gelangte das vormalige Herrenhaus 1990 in Privatbesitz.